# Облога Акраганта
Облога Акраганта (262 р. До н.е.) військова кампанія під час Першої Пунічної війни, у ході якої римські війська обложили та захопили місто Акрагант на Сицилії, що перебувало під контролем Карфагену.  Падіння міста стало одним із перших великих успіхів римлян у війні. Захоплення Акраганта посилило позиції Риму на острові та вплинуло на подальший перебіг конфлікту, сприяючи переходу багатьох сіцілійських міст на бік римлян.

## Причини
Осаду Акраганта (сучасного Агрідженто на Сицилії) 262 року до н.е. слід розглядати не як окремий епізод Першої Пунічної війни, а як результат низки взаємопов'язаних стратегічних, політичних, економічних та ідеологічних чинників. Це місто відігравало ключову роль у протистоянні Римської республіки та Карфагену за панування на Сицилії. Оскільки місто залишалося однією з найсильніших опор карфагенян на заході острова, римляни бачили в його захопленні можливість завдати сильного удару по престижу Карфагена .  
Акрагант мав винятково вигідне розташування на південному узбережжі Сицилії, поблизу важливих торгових шляхів і у зручному положенні для контролю над західною частиною острова. Місто було добре укріпленим, мало значний населений пункт і слугувало одним з опорних пунктів карфагенського впливу на острові. 
Рим, починаючи свою першу масштабну війну поза межами Італії, прагнув встановити контроль над Сицилією. Успішна кампанія на цьому напрямку вимагала нейтралізації таких важливих центрів, як Акрагант. Він був стратегічно важливим центром, що дозволяв карфагенянам координувати дії на центральному напрямку острова . Після початку війни в місті було розміщено потужний карфагенський гарнізон під командуванням Ганнона, що свідчить про його оборонне та стратегічне значення. Діодор Сицилійський зазначає: 
Крім того, командування містом було передано Ганнібалу Гіскону, сину Гіскону. Він зібрав багатьох людей з околиць і сховав їх за стінами міста, внаслідок чого чисельність населення зросла приблизно до 50 000 осіб. Водночас його гарнізон був відносно невеликим. Ганнібал відмовився воювати за межами укріплень, що римляни могли розцінити як прояв слабкості. Вони розташували свій табір приблизно за милю від міста й зібрали врожай у навколишній місцевості . 
Також існують свідчення про те, що карфагенські гарнізони, базуючись в Акраганті, здійснювали рейди на сусідні землі, які вже перейшли на бік Риму. Це створило у римлян враження про постійну загрозу. Акрагант служив відправною точкою для невеликих ударів проти сусідніх общин, чим ще більше провокував втручання Риму. 
Акрагант був одним із найбагатших міст Сицилії завдяки родючим землям і розвиненій торгівлі. Його контроль над аграрним виробництвом мав ключове значення в умовах воєнного конфлікту. Захоплення Акраганта означало для Риму не лише військову перемогу, а й контроль над значною частиною продовольчих ресурсів острова. 
Це підтверджує також Полібій, зазначаючи: 
Римська республіка прагнула продемонструвати свою силу та рішучість іншим грецьким полісам Сицилії. Вдалий напад на укріплене місто міг переконати нейтральні чи союзні Карфагену громади приєднатися до римлян. Римляни хотіли довести свою здатність вести війну далеко від дому, показавши силу союзникам і ворогам . 
Після захоплення Акраганта значна частина полісів, зокрема в центральній та східній частині острова, схилилися до союзу з Римом, що підтверджує ефективність цієї стратегії. 

## Привід
Головним приводом до римського нападу на Акрагант стало прагнення Риму зміцнити свій авторитет і ініціативу на Сицилії шляхом демонстративного захоплення ключового стратегічного пункту, що перебував під контролем Карфагена. Акрагант мав не лише військове, але й символічне значення — його облога й захоплення мали засвідчити силу Риму і похитнути впевненість карфагенян у непорушності своїх позицій. Як зазначає Полібій:
Цей жест мав виразний політичний зміст — він демонстрував римське домінування ще до початку активних бойових дій.
Римляни розглядали облогу Акраганта як можливість показати свою рішучість та здатність вести тривалу облогу, тим самим підриваючи віру в непереможність Карфагена. 

## Облога
Після стабілізації своїх позицій у східній частині Сицилії римський сенат наказав консулам Луцію Постумію Мегеллу та Квінту Мамілію Вітулу розпочати похід на захід. Метою став Акрагант — важливий карфагенський опорний пункт, розташований на південному узбережжі Сицилії. Це місто було не лише багатим, але й стратегічно важливим. 
Дві консульські армії (разом близько 40 000 осіб) підійшли до міста в середині 262 року до н.е. і розбили табір приблизно за милю від міських мурів. 
Ганнібал Гіскон, карфагенський командувач, зібрав до міста велику кількість жителів з околиць, збільшивши населення до близько 50 000 осіб, однак його гарнізон залишався невеликим. Він свідомо уникав відкритого бою, концентруючись на утриманні міста. Це дало римлянам свободу дій у навколишній місцевості.
Карфагеняни закріпилися на пагорбі Торус (Toros), приблизно за милю від римського табору. Протягом двох місяців відбувалися постійні сутички, а облога затяглася на понад шість місяців. Римська армія продовжувала голодувати, оскільки шлях постачання залишався заблокованим.
Римляни почали класичну для тієї епохи облогу: оточили місто, спорудили облогові вежі та насипи, а також систематично нищили навколишні сільськогосподарські угіддя, зокрема збираючи врожай на полях, які належали мешканцям міста. 
Військові археологічні дослідження регіону свідчать, що римляни також спорудили часткові фортечні вали, аби перешкодити можливому прориву гарнізону або прибуттю підкріплення ззовні . 
Під час облоги в місті розпочався голод. Хоча запаси зерна були підготовлені заздалегідь, така кількість населення швидко їх вичерпала. Часто мешканці харчувалися залишками або навіть відходами. Після кількох місяців тривалої облоги, що супроводжувалася систематичними облоговими діями римлян, місто Акрагант стало на межі голоду. Кожен день обложених жителів ставив перед важким вибором — або впасти в руки римлян, або продовжити опір до неминучого голодного кінця. 

## Битва
Існують різні відомості про склад армії Ганнона. Грецький історик Полібій повідомляє, що до її складу входило близько 50 бойових слонів, нумідійська кіннота та найманці різного походження . Натомість Діодор Сицилійський подає значно вищу цифру: 50 000 піхоти, 6 000 кінноти та 60 слонів . Інша версія належить Орозію, за якою армія Ганнона складалася з 30 000 піхотинців, 1 500 вершників і 30 слонів .
Ганнон спочатку зосередив свої сили в Гераклеї Мінойській, приблизно за 40 км на захід від Акраганта. Йому вдалося захопити римську базу постачання, що спричинило гостру нестачу провіанту в римському таборі та спалах хвороб серед солдатів. Це також перерізало лінії постачання з Сиракуз . Ганнон згодом наказав своїй нумідійській кінноті атакувати римську кавалерію з подальшою імітацією втечі. Римляни кинулися в переслідування, але потрапили у засідку карфагенської основної колони, зазнавши значних втрат .
Коли обидві сторони опинилися на межі виснаження, римські консули запропонували бій. Спочатку Ганнон відмовився, намагаючись змусити ворога здатися від голоду. Але критична ситуація в самому Акраганті, де запаси їжі були вичерпані, змусила Ганнібала Гіскона вимагати термінової допомоги. Він надсилав сигнали до Ганнона, який зрештою погодився дати генеральну битву .
Існує кілька суперечливих описів самої битви. За Полібієм, протягом кількох місяців римляни й карфагеняни стояли в таборах на відстані без безпосереднього зіткнення, допоки критична ситуація не змусила Ганнона атакувати. За свідченням Діодора та Орозія, римляни втратили до 30 000 піхоти та 540 вершників, хоча деякі джерела вказують на третину з 40–50 тисячної армії. Карфагеняни втратили близько 3 000 піхотинців, 200 вершників, 8 слонів убитими і 33 захопленими.
Ганнон намагався узгодити атаку з гарнізоном Акраганта, але римляни влаштували засідку й розгромили карфагенян з обох флангів. Карфагенські слони, ймовірно, спричинили паніку в тилу, що призвело до втечі частини армії. Римляни розбили головні сили противника, атакували табір і захопили частину слонів.
Хоча перемога була значною, вона не стала повною: Ганнібалу Гіскону вдалося втекти з міста разом із частиною гарнізону, заповнивши римські окопи соломою та скориставшись нічною втечею. Наступного ранку римляни зайняли місто, пограбували його й продали близько 25 000 мешканців у рабство. Попри перемогу, жоден із консулів не отримав тріумф, що, вірогідно, було пов’язано з великими втратами серед римлян і втечею карфагенського командування.

## Результати
Поразка Ганнона знищила останню надію міста на допомогу. Усвідомлюючи неминучість падіння, Ганнібал Гіскон вирішив евакуювати військо та частину цивільного населення. Уночі оборонці залишили місто, прорвавшись через римські позиції 

Римляни увійшли в Акрагант без бою, захопили місто, розграбували його й взяли в полон близько 25 000 мешканців. Це стало важливою моральною перемогою, адже Рим продемонстрував здатність захоплювати великі укріплені міста Карфагена. 
Незважаючи на свою перемогу, римляни понесли важкі втрати під час облоги. Згідно з Полібієм, чисельність римської армії під час облоги складала близько 40 000–50 000 осіб, і втрати римлян сягали значних розмірів — близько третини від загальної кількості: 
Ці великі втрати стали результатом не тільки атак карфагенян, але й погіршення умов в самому римському таборі — відсутність припасів, хвороби та неврожаї призвели до численних жертв серед римських військ. Це також означало, що римляни не могли забезпечити себе достатньою кількістю продовольства, що підвищувало напругу серед їхніх сил.
Завершення облоги Акраганта стало важливим етапом у Першій Пунічній війні. Рим показав свою здатність до ведення складних військових операцій та підтвердив свою домінуючу роль на Сицилії. Для Карфагена ця поразка стала серйозним ударом, що позначило початок поступового ослаблення його позицій на острові. 